# Округ Блек Хок (Ајова)
Блек Хок (енгл. Black Hawk County) је округ у америчкој савезној држави Ајова.

## Демографија
По попису из 2010. године број становника је 131.090, што је 3.078 (2,4%) становника више него 2000. године.
| Група             | 2000.           | 2010.           |
| Белци             | 112.223 (87,7%) | 109.968 (83,9%) |
| Афроамериканци    | 10.179 (8,0%)   | 11.640 (8,9%)   |
| Азијати           | 1.254 (1,0%)    | 1.707 (1,3%)    |
| Хиспаноамериканци | 2.359 (1,8%)    | 4.907 (3,7%)    |
| Укупно            | 128.012         | 131.090         |